# Херман Вајл
Херман Клаус Хуго Вајл (Елмсхорн, 9. новембар 1885 — Цирих, 8. децембар 1955), немачки математичар, један од највећих математичара двадесетог века. Иако је већи део радног века провео у Цириху и потом у Принстону, Вајл је био представник гетингенске математичке школе, у традицији свог учитеља Давида Хилберта и Хермана Минковског. Најзначајнији, вероватно, су Вајлови радови у теорији репрезентација (непрекидних) група, којој је ударио темеље, са применама на проблеме у геометрији и физици, које је и Вајл сам једном значио као своја најбоља достигнућа. Његова истраживања су од изузетног значаја и у теоријској физици и посебно квантној механици, теорији калибарске инваријантности, и бројним гранама теоријске математике попут хармонијске анализе, теорије бројева, комплексне анализе, диференцијалних и интегралних једначина, а занимао се и за основе математике.
Вајл је био један од кључних чланова принстонског Института за напредне студије у његовим раним годинама у стварању обједињеног и међународног погледа и један од најутицајнијих математичара двадесетог века уопште. Објавио је мноштво стручних и општих радова на тему простора, времена, материје, филозофије, логике, симетрије и историје математике. Укупно је написао преко 200 радова и неколико књига. Био је један од првих да споји општу теорију релативности са законима електромагнетике. Иако ниједан математичар његове генерације није претендовао на универзалност Анрија Поенкареа или Давида Хилберта, Вајл је сигурно био најближи том идеалу. Мајкл Атија је рекао да би, кад год би почео да истражује неку област, налазио да му је Вајл већ претходио.
Због сличности имена, Хермана Вајла често мешају са француским математичарем Андреом Вејлом. Математичари често у шали кажу да је ово један од ретких примера у којем грешке у обраћању које би ова забуна изазвала не би увредиле ниједног од њих двојице.

## Биографија
Херман Вајл, син Лудвига и Ане Вајл, се родио у Елмсхорну, градићу покрај Хамбурга у Шлезвигу (Немачка).
Од 1904. до 1908, Вајл је студирао математику и физику у Гетингену и Минхену. Докторирао је на Универзитету у Гетингену, где му је ментор био Давид Хилберт, којег је јако ценио, одбранивши 1908. дисертацију на тему „Сингуларне интегралне једначине“. О Хилберту је касније рекао
Одлучио сам да прочитам све што је овај човек написао. Крајем своје прве године отишао сам кући са Zahlbericht-ом под руком, и током летњег распуста прошао кроз њега — без икаквог претходног знања елементарне теорије бројева или теорије Галоа. То су били најсрећнији месеци мог живота, чији сјај, преко година терета наших заједничких сумњи и падова, и даље бодри моју душу.— Херман Вајл
Вајл је затим неколико година предавао у Гетингену, где је 1910. хабилитирао у приват-доцента (са темом „О обичним диференцијалним једначинама са сингуларитетима и одговарајућим развојима произвољних функција"), а потом (1913) одлази за Цирих где преузима катедру за геометрију на Швајцарској савезној политехничкој високој школи (ЕТХ) у Цириху. На ЕТХ је у то време радио Алберт Ајнштајн, који је разрађивао детаље теорије опште релативности. Ајнштајн и Вајл су тако постали колеге; Ајнштајн је оставио трајан утицај на Вајла који је постао фасциниран математичком физиком и диференцијалном геометријом. 1918. године је објавио свој утицајни рад „Простор-време-материја“. 1921. године Вајл среће Ервина Шредингера, када је овај постављен за редовног професора на Универзитету у Цириху. Временом су постали најближи пријатељи.
Од 1928. до 1929. године је био гостујући професор на Универзитету Принстон. Вајл је првобитно одбио позив да се врати у Гетинген како би наследио Феликса Клајна, али ипак напушта Цирих 1930. како би у Гетингену преузео катедру Давида Хилберта (након што се овај повукао у пензију). Но већ 1933. Вајл више није био у могућности да предаје у Немачкој под нацистичком управом. Ток догађаја га је убедио да се запути на скоро основани Институт за напредне студије у Принстону (Њу Џерзи, САД), где му је професура понуђена годину дана раније и где је већ био Ајнштајн. Тамо је остао до пензионисања 1951. Остатак живота провео је са супругом претежно у Цириху, мада се сваке године враћао на неколико месеци у Принстон. Прослава његовог 70. рођендана је била прави скуп његових пријатеља, сарадника и ученика. Недуго након тога, 9. децембра 1955, Херман Вајл је преминуо у Цириху.
Вајл је писао књижевним, готово поетичним стилом, који није нестао чак ни нужним преласком на енглески језик; у свом уводу у Класичне групе из 1939, Вајл у уобичајеном заносу пише како су „богови наметнули моме писању јарам страног језика који није певан уз моју колевку“, итд.
Из првог брака са Хеленом Јозеф из Рибница (Мекленбург), преводиоцем шпанске књижевности, Херман Вајл је имао два сина, Фрица Јоакима (који је и сам постао математичар) и Михаела. Након смрти његове прве супруге 1948, Вајл се 1950. оженио Еленом Бер из Цириха. Међу Вајловим ученицима су и Ернст Мор, Сондерс Меклејн и Герхард Генцен.

## Резултати

### Геометријске основемногострукостии физике
1913. године, Вајл је објавио књигу Појам Риманове површи, обједињену обраду теорије Риманових површи, насталу током његових првих предавања у јесењем семестру 1911/12. Вајл је први користио општу топологију, из Брауерових раних радова, како би дотадашњу теорију Риманових површи алгебарских функција поставио на чврсте, прецизне темеље какви би задовољили Хилбертове захтеве за садржајном и методолошком строгошћу.
Године 1918, је увео појам калибра, и дао први пример расуђивања које данас називамо теоријом калибарске инваријантности. Вајлова теорија калибарске инваријантности је био неуспешан покушај да моделира електромагнетско и гравитационо поље као геометријска својства простор-времена. Калибар се мењао од тачке до тачке, при чему је варијација око затворене криве у простор-времену имала садржати податке о електромагнетској сили. Иако је сам Ајнштајн у додатку Вајловом раду критиковао идеју из физичких разлога, Вајлу се идеја чинила превише лепом и елегантном да би се тек тако предао; и неколико година касније, са настанком квантне механике, Вајлове рачунице су добиле нову физичку интерпретацију и данас су потпуно прихваћене.
Вајлов тензор у Римановој геометрији је од изузетног значаја за разумевање природе конформне геометрије.

### Основе математике
У Континууму, Вајл је развио предикатску анализу користећи ниже нивое Раселове разгранате теорије типова. Успео је да изведе највећи део класичног калкулуса не користећи аксиому избора, доказ свођењем на противуречност, или Канторове бесконачне скупове. Вајл се у овом периоду често окретао радикалном конструктивизму немачког романтичног и субјективистичког идеалисте Јохана Готлиба Фихтеа.
Недуго по објављивању Континуума, Вајл је на кратко потпуно померио своје становиште ка Брауеровом интуиционизму. У Континууму, конструктибилне тачке постоје као дискретни ентитети. Вајл је желео континуум који није тек скуп тачака. Написао је контроверзни чланак у којем је за себе и Брауера прогласио „Ми смо револуција“. Овај чланак је био далеко утицајнији у ширењу интуиционистичких погледа од изворних радова самог Брауера.

#### Опклада!
Током скупа математичара у Цириху, 9. фебруара 1918, Ђерђ Поја и Вајл су се пред 12 сведока опкладили по питању будућег правца математике, на конкретном случају следећа два тврђења:
1. Сваки ограничени скуп реалних бројева има најмање горње ограничење ("аксиома супремума"),
2. Сваки бесконачан скуп реалних бројева садржи пребројив подскуп.

Вајл је прогнозирао да ће
- „у наредних 20 година Поја, или већина водећих математичара, схватити потпуну неодређеност, нејасност појмова као што су реални бројеви, скупови и пребројивост, и штавише, да је једнако немогуће постављати питање истинитости тврђења (1) и (2) колико и питати о истини основних Хегелових тврдњи о филозофији природе“, те да ће
- „Поја, или већина водећих математичара, препознати да су тврђења (1) и (2) нетачна према ма којој разумно могућној, јасној интерпретацији њиховог дословног значења, или да ће, ако се унутар овог периода нађе јасна интерпретација у којој је макар једно од ових тврђења тачно, за то бити потребно стваралачко постигнуће, којим ће основе математике кренути новим правцем и притом дати појам броја и скупа о којем данас не знамо ништа."

Да је ова опклада заиста постојала потврђује прецизан запис који је 1995. на ЕТХ открио Јуриј Гуревич, и кажу да су, када је пријатељска опклада окончана 1937, окупљени прогласили Поју за победника (при чему је једино Курт Гедел био другачијег мишљења). Иако је Вајл признао пораз, ипак уз Појино одобрење није морао да о томе објави оглас у годишњаку Немачког математичког друштва, како је у опклади било прецизирано.

#### Преокрет
Међутим, за наредних пар година Вајл је одлучио да је Брауеров интуиционизам постављао превише ограничења на математику. „Кризни“ чланак је узнемирио Вајловог учитеља и формалисту Давида Хилберта, али током каснијих 1920-их Вајл је делимично помирио своје ставове са Хилбертовим.
Отприлике након 1928, Вајл је, чини се, одлучио да се математички интуиционизам не мири са његовим ентузијазмом за идеје Едмунда Хусерла. У каснијим деценијама, Вајл је истицао схватање математике као „симболичке конструкције“ и прешао на становиште ближе не само Хилберту већ чак Ернсту Касиреру. Вајл је међутим ретко помињао Касирера, и писао је само кратке чланке или фрагменте образлажући своја становишта.

### Математика релативности
Математички проблеми нису проблеми у вакууму...— Херман Вајл
Вајл је испратио развој теорије релативитета у својој књизи Простор, време, материја из 1918, која је већ 1922. достигла четврто издање. Његов приступ је био заснован на феноменолошкој филозофији Едмунда Хусерла, посебно у његовој књизи „Идеје за чисту феноменологију и феноменолошку филозофију. Прва књига: Општи увод у чисту феноменологију“ из 1913. Изгледа да је ово био Вајлов начин борбе са Ајнштајновим контроверзним ослањањем на фенеоменолошку физику Ернста Маха. Хусерл је оштро реаговао на Фрегеову критику његовог првог рада о филозофији аритметике и истраживао је смисао математичких и других структура, које је Фреге разликовао од емпиријских односа. Стога постоји добар разлог за гледиште да се теорија калибарске инваријантности развила из Вајлових идеја као формализам физичких мерења а не као теорија нечег физичког, дакле као научни формализам.

### Тополошке групе, Лијеве групе и теорија репрезентација
Основни чланци: Питер-Вајл теорема, Вајлова група, Вајлов спинор, Вајлова алгебра, Вајлова комора, Вајлова карактерна формула, Унитарни трик.
Вајлова прва истраживања у теорији група налазе се у шпанским предавањима из 1922, који су касније објављени као књига Математичка анализа проблема простора, а посвећене су јој и касније књиге Теорија група и квантна механика (1928) и Класичне групе (енгл. The Classical Groups, 1939). Од 1923. до 1938. године, Вајл је развио теорију линеарних репрезентација компактних група. За случај компактних Лијевих група, Вајл је доказао темељну карактерну формулу, која описује карактере иредуцибилних репрезентација и, посебно, омогућава израчунавање њихових димензија или мултиплицитета.
Осим што су започели теорију репрезентација, математичку дисциплину која се данас користи у гранама од топологије и геометрије преко алгебре до теорије бројева, ови резултати су од темељног интереса у разумевању симетријске структуре квантне механике, коју је Вајл поставио на групно-теоретске темеље, укључујући ту и спиноре. Скупа са математичком формулацијом квантне механике, која највећим делом потиче од Џона фон Нојмана, Вајлов рад о полупростим групама је дао обраду квантне механике коју познајемо од 1930. наовамо. Дубоку улогу у овом опису играју и некомпактне групе и њихове репрезентације, посебно Хајзенбергова група. Од овог времена, и свакако не малом заслугом управо Вајлових излагања, Лијеве групе и Лијеве алгебре су постали матични део како чисте математике, тако и теоријске физике.
Вајлове Класичне групе, расадан, тежак и елегантан класик у области репрезентација група, су поново размотриле теорију инваријаната. Покрио је симетричне, пуне линеарне, ортогоналне и симплектичке групе и резултате о њиховим инваријантама и репрезентацијама.

### Хармонијска анализа и аналитичка теорија бројева
Основни чланци: Вајлов метод разлика, Вајлова неједнакост, Вајлов критеријум за равномерну расподелу, Вајлов закон.
Вајл је увео експоненцијалне суме у теорију диофантовских апроксимација својим општим критеријумом за равномерну расподелу низова модуло 1. Ово је био кључан корак у развоју аналитичке теорије бројева; на пример, сам Вајл је користећи ову технику показао да су умношци ма ког ирационалног броја равномерно расподељени модуло 1. Вајлов метод разлика је елегантан и веома општи метод за оцену експоненцијалних сума који је нашао бројне примене, на пример у теорији Риманове зета-функције, и представља један од темеља адитивне теорије бројева (кружни метод).
У хармонијској анализи, Вајлов закон је општа асимптотска формула за број својствених вредности Лапласијана на компактним Римановим многострукостима. Чињеницу да је водећи члан у таквом развоју дат запремином многострукости су раније предвидели физичари полазећи од односа класичне и квантне механике. У облику тзв. Селбергове формуле трага, која вреди и за некомпактне многострукости коначне запремине и константне закривљености, она доказује постојање тзв. Масових шиљкастих форми на аритметичким површима, кључних објеката модерне аналитичке теорије бројева.